# دیوار دفاعی تنگ تیره باغ
دیوار دفاعی تنگ تیره باغ مربوط به دوره قاجار است و در شهرستان مرودشت، بخش درود زن، دهستان ابرج، بین روستای تیره باغ و امامزاده اسماعیل واقع شده و این اثر در تاریخ ۳۰ بهمن ۱۳۸۶ با شمارهٔ ثبت ۲۰۷۹۶ به‌عنوان یکی از آثار ملی ایران به ثبت رسیده است.